# Control System
Albums de Ab-Soul
Longterm Mentality
(2011) These Days...
(2014)
Singles
1. Pineal Gland
Sortie : 17 avril 2012
2. SOPA (feat. ScHoolboy Q)
Sortie : 24 avril 2012
3. Terrorist Threats (feat. Danny Brown & Jhené Aiko)
Sortie : 18 mai 2012

Control System est le second album studio du rappeur américain Ab-Soul, sorti le 11 mai 2012.

## Liste des titres
| No  | Titre                                                  | Producteur(s)        | Durée |
| --- | ------------------------------------------------------ | -------------------- | ----- |
| 1.  | Soulo Ho3 (featuring Jhené Aiko)                       | Sounwave, Dave Free  | 3:57  |
| 2.  | Track Two                                              | Tae Beast            | 4:03  |
| 3.  | Bohemian Grove                                         | Tae Beast, Dave Free | 4:23  |
| 4.  | Terrorist Threats (featuring Danny Brown & Jhené Aiko) | Dave Free            | 4:24  |
| 5.  | Pineal Gland                                           | Tae Beast            | 3:52  |
| 6.  | Double Standards                                       | Sounwave             | 4:21  |
| 7.  | Mixed Emotions                                         | King Blue            | 4:08  |
| 8.  | SOPA (featuring ScHoolboy Q)                           | Nez & Rio            | 4:09  |
| 9.  | Lust Demons (featuring Jay Rock & BJ the Chicago Kid)  | Tae Beast            | 3:41  |
| 10. | ILLuminate (featuring Kendrick Lamar)                  | Skhye Hutch          | 5:07  |
| 11. | A Rebellion (featuring Alori Joh)                      | Curtiss King         | 3:48  |
| 12. | Showin' Love                                           | Willie B             | 4:57  |
| 13. | Empathy (featuring Alori Joh & JaVonte)                | Skhye Hutch          | 3:01  |
| 14. | Nothing's Something                                    | Aahyasis             | 2:30  |
| 15. | Beautiful Death (featuring Punch & Ashtrobot)          | Skhye Hutch          | 4:30  |
| 16. | The Book of Soul                                       | Tommy Black          | 5:11  |
| 17. | Black Lip Bastard (Remix) (Black Hippy)                | Willie B             | 5:49  |